# Vachonium belizense
Vachonium belizense är en spindeldjursart som beskrevs av William B. Muchmore 1973. Vachonium belizense ingår i släktet Vachonium och familjen Bochicidae. Inga underarter finns listade i Catalogue of Life.